# Julian Rayner
Julian Charles Rayner, mais conhecido como Julian Rayner, é um pesquisador e acadêmico neozelandês-britânico sobre malária. Ele é professor de Biologia Celular e diretor do Instituto de Pesquisa Médica de Cambridge (CIMR), parte da Escola de Medicina Clínica da Universidade de Cambridge. Ele também é diretor da Wellcome Connecting Science. Anteriormente, ele foi membro do corpo docente acadêmico do Instituto Wellcome Sanger.
Julian Rayner tornou-se Diretor do CIMR em 2019.

## Educação
Rayner nasceu na Nova Zelândia, e completou seus estudos de graduação na Universidade Lincoln, antes de realizar seu doutorado na Universidade de Cambridge. Sua pesquisa de doutorado investigou a classificação de proteínas de membrana na via secretora de levedura enquanto estava baseado no Laboratório de Biologia Molecular (LMB) do Conselho de Pesquisa Médica (MRC) em Cambridge.

## Carreira e pesquisa
A posição de Rayner no corpo docente foi na Universidade do Alabama em Birmingham, onde foi professor assistente entre 2002 e 2008.
Rayner ingressou no Instituto Sanger em 2008 e tornou-se Líder de Grupo Sênior em 2013. Em 2014, foi nomeado Diretor de Conexão Científica do Wellcome Genome Campus.
Em 2019, ingressou na Universidade de Cambridge, como Diretor do Instituto de Pesquisa Médica de Cambridge. Ele também foi eleito para a Cátedra de Biologia Celular na Escola de Medicina Clínica.
Os interesses de pesquisa de Rayner abrangem as origens dos parasitas Plasmodium e como sua invasão de glóbulos vermelhos causa todos os sintomas da malária. Trabalhando com colaboradores como Beatrice Hahn, ele demonstrou que o Plasmodium falciparum provavelmente se originou em gorilas, em vez de chimpanzés ou humanos antigos. Juntamente com colegas do Instituto Sanger, Rayner identificou um ligante chave que é essencial para a invasão de eritrócitos por P. falciparum e, portanto, tem um potencial antimalárico significativo.

### Engajamento público
Em março de 2011, Rayner participou da Argon Zone da atividade de engajamento científico I'm a Scientist, Get me out of here!, onde ganhou 500 libras esterlinas para investir em um projeto de comunicação científica. Rayner usou o dinheiro do prêmio para criar versões em CD do jogo interativo Malaria Challenge e distribuiu cópias gratuitamente para escolas no Reino Unido.

### Honrarias e prêmios
Em 2015, ele foi agraciado com a medalha CA Wright Memorial pela Sociedade Britânica de Parasitologia.
Em 2022, Rayner foi eleito membro da EMBO, a Organização Europeia de Biologia Molecular.
Em 2023, Rayner foi eleito para o Fellowship da Academia de Ciências Médicas do Reino Unido.